# Condado de Houston (Tennessee)
O Condado de Houston é um dos 95 condados do Estado americano do Tennessee. A sede do condado é Erin, e sua maior cidade é Erin. O condado possui uma área de 536 km² (dos quais 17 km² estão cobertos por água), uma população de 8 088 habitantes, e uma densidade populacional de 16 hab/km² (segundo o censo nacional de 2000). O condado foi fundado em 1871.